# Calochilus platychilus
Calochilus platychilus är en orkidéart som beskrevs av David Lloyd Jones. Calochilus platychilus ingår i släktet Calochilus och familjen orkidéer.
Artens utbredningsområde är New South Wales. Inga underarter finns listade i Catalogue of Life.

## Bildgalleri

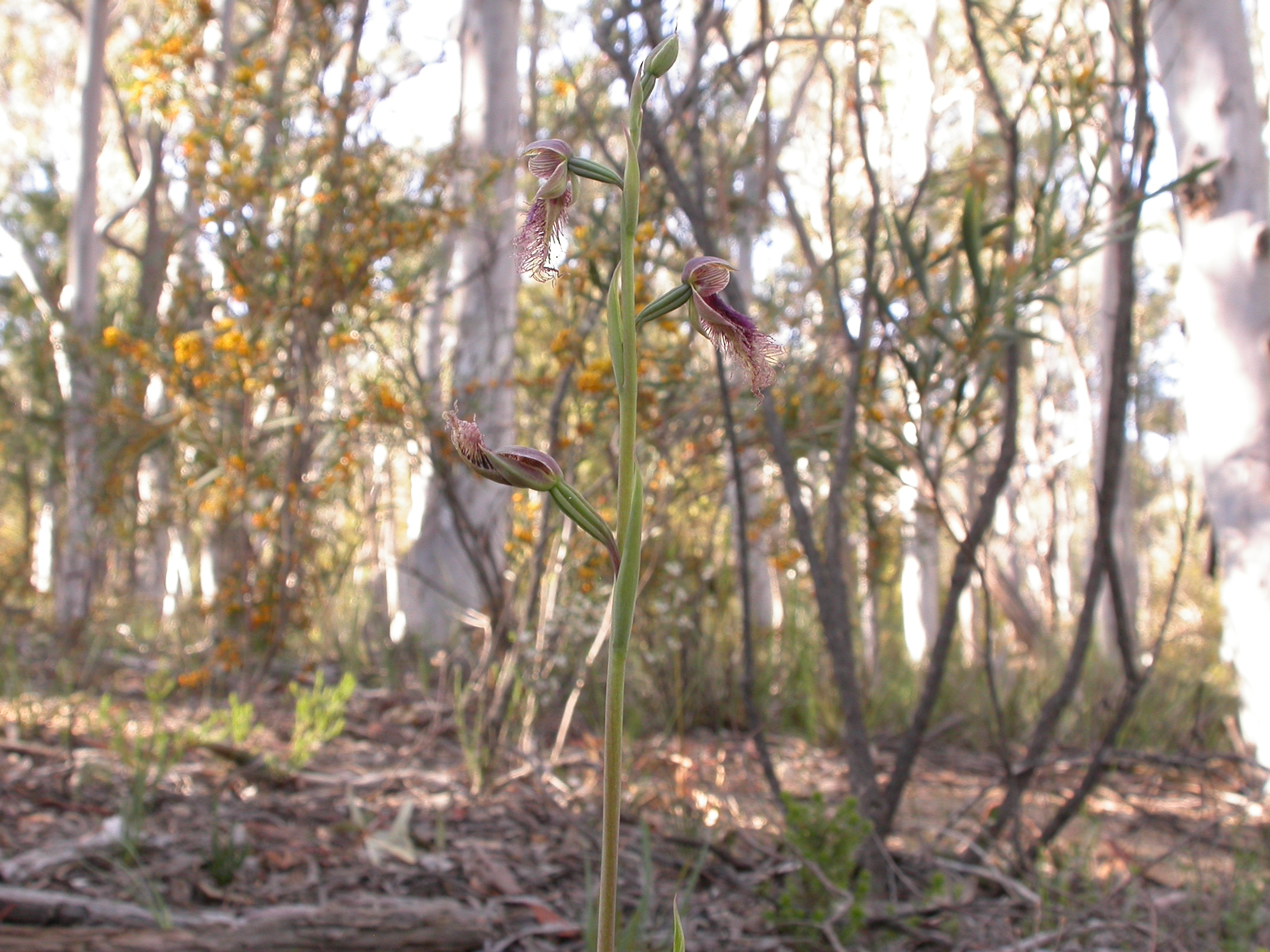
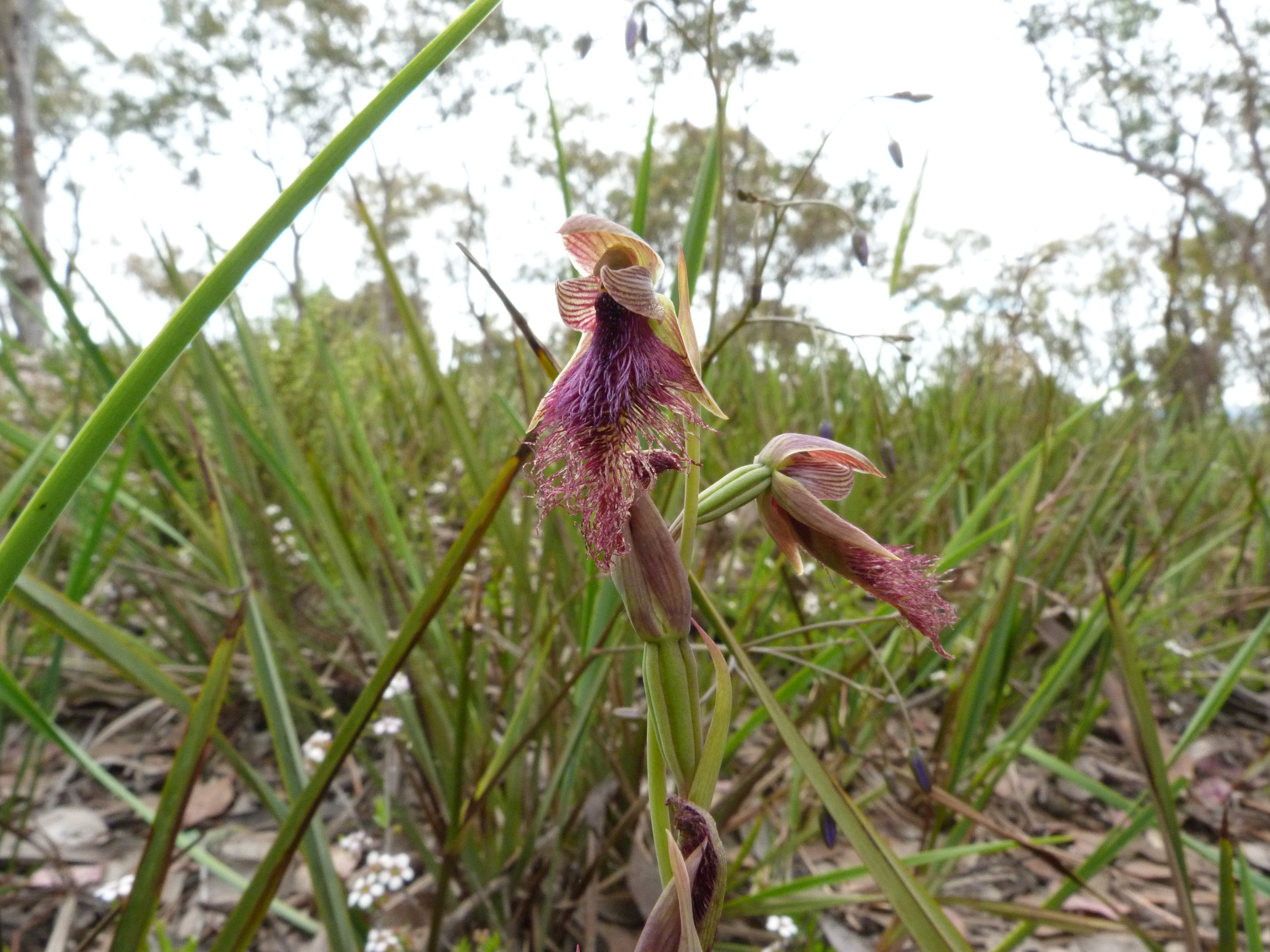